# George Towne
George Towne (nacido en Pensilvania) es un pintor estadounidense, conocido por sus cuadros homoeróticos.
Con veinte años se trasladó a Nueva York para estudiar en la School of Visual Arts. Comenzó a exponer en galerías de la capital y, posteriormente, se instaló definitivamente en Nueva York. Su arte se nutre tanto de referencias pop (como sus parodias de las ilustraciones de la revista MAD) como de ciertos grandes pintores del pasado (Friedrich, Caravaggio, Velázquez) y de la tradición pictórica norteamericana (Thomas Eakins). La reflexión sobre su homosexualidad le lleva a explorar, a través de sus retratos, el mundo de la belleza masculina y sus múltiples manifestaciones.

## Exposiciones
En junio de 2011 tuvo una exposición individual en Nueva York, en la Galería Michael Mut, con el título The Company of Men.